# Agence pour la réhabilitation de la cité historique d'Abomey
L'Agence pour la réhabilitation de la cité historique d'Abomey (Archa), est une entité publique béninoise qui opère dans les domaines sociaux, culturels et scientifiques.

## Historique
Créée par Décret N° 2008-750 du 31 décembre 2008, l'Archa est située dans la ville d'Abomey,. À sa création en 2008, elle a pour directeur général Maxime Houedjissin. Plus tard, en 2019, par décret N° 2019-558 du 18 décembre 2019, César Agbossaga est porté à la tête de la structure en conseil des ministres par le président Patrice Talon. Elle est placée sous l'autorité du ministère béninois du cadre de vie,,.

## Attributions
L'Archa à sa création a pour autres missions de mobiliser les ressources et d'assurer la gestion des projets publics liés à la réhabilitation de ville.